# Nocturna (película de 2021)
Nocturna es una película de Suspenso argentina de 2021 dirigida por Gonzalo Calzada. Narra la historia de un anciano que en la noche de su muerte se le presentarán varios fantasmas. Está protagonizada por Pepe Soriano y Marilú Marini. La película se estrenó mundialmente el 10 de abril de 2021 durante el Festival Internacional de Cine de Fantaspoa en Brasil, mientras que su lanzamiento en las salas de cine de Argentina fue el 30 de septiembre de 2021.

## Sinopsis
Ulises es un hombre que a lo largo de vida dejó varios recuerdos y situaciones de tintes oscuras. En la noche que presiente que está morirse, sucede un suceso raro que lo llevará a tomar contacto con los fantasmas de su pasado y repasar las cuentas pendientes que aún guarda.

## Elenco
- Pepe Soriano como Ulises
  - Jenaro Nouet como Ulises (niño)
- Marilú Marini como Dalia
  - Mora Della Vecchia como Dalia (niña)
- Lautaro Delgado como Daniel
- Desirée Salgueiro como Elena
- Nicolás Scarpino como Carlos
- Marina Artigas como Mamá de Ulises

## Recepción

### Comentarios de la crítica
Julieta Aiello de Indie Hoy señaló que Soriano brinda «una potente actuación», mientras que el director [Calzada] «ofrece un interesante planteo por fuera de lo habitual en nuestro cine, pero aún así no llega a satisfacer, posiblemente por la cantidad de puntas que se abren durante la narración». Adolfo C. Martínez de La Nación resaltó que «Calzada elaboró un thriller que indaga en la soledad y en las relaciones humanas a través de esa pareja que interpretan, con enorme solidez, Pepe Soriano y Marilú Marini apoyados por una excelente fotografía y por una inquietante música que crean el angustiante clima de esta historia». Joaquín Viloria de Cine argentino hoy describió que Calzada y Soriano con el largometraje llegan «a romper las barreras del cine de terror con una obra innovadora».
En una reseña para Escribiendo cine, Rolando Gallego detalló que «Soriano ofrece una de sus interpretaciones más logradas» y en tanto «Calzada logra su punto más alto como realizador de un film que mantiene hasta el último momento la tensión». Belén Couto Buccafusca de Cuatro bastardos destacó que «el guion de Calzada, la fotografía de Beiza y la música de Lassaga juntos se amalgaman perfectamente para equilibrar el horror de esta entrega».

### Premios y nominaciones
| Lista de premios y nominaciones | Lista de premios y nominaciones             | Lista de premios y nominaciones    | Lista de premios y nominaciones | Lista de premios y nominaciones | Lista de premios y nominaciones |
| Año                             | Organización                                | Categoría                          | Nominado/a(s)                   | Resultado                       | Ref(s)                          |
| ------------------------------- | ------------------------------------------- | ---------------------------------- | ------------------------------- | ------------------------------- | ------------------------------- |
| 2021                            | Festival Internacional de Cine de Fantaspoa | Mejor película                     | Nocturna                        | Nominado                        | [ 10 ]                          |
| 2021                            | Festival Internacional de Cine de Fantaspoa | Mejor actor                        | Pepe Soriano                    | Ganador                         | [ 10 ]                          |
| 2021                            | Festival Internacional de Cine de Fantaspoa | Mejor actriz                       | Marilú Marini                   | Ganadora                        | [ 10 ]                          |
| 2021                            | Festival Internacional de Cine Macabro      | Mejor película iberoamericana      | Nocturna                        | Ganador                         | [ 11 ]                          |
| 2021                            | Screamfest                                  | Mejor película                     | Nocturna                        | Ganador                         | [ 12 ]                          |
| 2021                            | Screamfest                                  | Mejor director                     | Gonzalo Calzada                 | Ganador                         | [ 12 ]                          |
| 2021                            | Screamfest                                  | Mejor actor                        | Pepe Soriano                    | Ganador                         | [ 12 ]                          |
| 2021                            | Screamfest                                  | Mejor montaje                      | Alejandro Narvaez               | Ganador                         | [ 12 ]                          |
| 2021                            | Festival Internacional de Cine de Curtas    | Mejor película latinoamericana     | Nocturna                        | Ganador                         | [ 13 ]                          |
| 2021                            | Festival Internacional de Cine de Curtas    | Mejor director                     | Gonzalo Calzada                 | Ganador                         | [ 13 ]                          |
| 2021                            | Festival Internacional de Cine de Curtas    | Mejor actor                        | Pepe Soriano                    | Ganador                         | [ 13 ]                          |
| 2021                            | Festival Internacional de Cine de Curtas    | Mejor actriz                       | Marilú Marini                   | Ganadora                        | [ 13 ]                          |
| 2021                            | TerrorMolins                                | Mejor actor                        | Pepe Soriano                    | Ganador                         | [ 14 ]                          |
| 2021                            | TerrorMolins                                | Premio del público                 | Nocturna                        | Ganador                         | [ 14 ]                          |
| 2021                            | Premios Sur                                 | Mejor maquillaje y caracterización | Rebeca Martínez                 | Nominada                        | [ 15 ]                          |
| 2022                            | FantLatam                                   | Mejor película                     | Nocturna                        | Ganador                         | [ 16 ]                          |
| 2022                            | FantLatam                                   | Mejor actor                        | Pepe Soriano                    | Ganador                         | [ 16 ]                          |
| 2022                            | Premios Cóndor de Plata                     | Mejor actriz                       | Marilú Marini                   | Nominada                        | [ 17 ]                          |
| 2022                            | Premios Cóndor de Plata                     | Mejor actor                        | Pepe Soriano                    | Nominado                        | [ 17 ]                          |
| 2022                            | Premios Cóndor de Plata                     | Mejor sonido                       | Sebastián González              | Nominado                        | [ 17 ]                          |